# Соломоновка (Калужская область)
Соломо́новка — деревня в Кировском районе Калужской области России. Входит в состав сельского поселения «Деревня Гавриловка».

## География
Деревня находится в юго-западной части Калужской области, в зоне хвойно-широколиственных лесов, в пределах Барятинско-Сухиничской равнины, при железнодорожной линии Сухиничи — Киров, на расстоянии примерно 7 км (по прямой) к востоку от города Киров, административного центра района. Абсолютная высота — 203 м над уровнем моря.

### Климат
Климат характеризуется как умеренно континентальный, с тёплым летом и умеренно морозной снежной зимой. Среднегодовая многолетняя температура воздуха составляет 4,1 — 4,7 °С. Средняя температура воздуха самого тёплого месяца (июля) — 19 °C (абсолютный максимум — 39 °C); самого холодного (января) — −9,7 — −8,5 °C (абсолютный минимум — −46 °C). Безморозный период длится в среднем 149 дней. Среднегодовое количество атмосферных осадков составляет 654 мм, из которых 441 мм выпадает в период с апреля по октябрь. Снежный покров держится в течение 130—145 дней.

### Часовой пояс
Деревня Соломоновка, как и вся Калужская область, находится в часовой зоне МСК (московское время). Смещение применяемого времени относительно UTC составляет +3:00.

## Население
| 2002 | 2010 |
| ---- | ---- |
| 77   | ↘53  |

### Половой состав
По данным Всероссийской переписи населения 2010 года, в гендерной структуре населения мужчины составляли 41,5 %, женщины — соответственно 58,5 %.

### Национальный состав
Согласно результатам переписи 2002 года, в национальной структуре населения русские составляли 100 %.

## Известные уроженцы
- Куракин, Николай Семёнович (1914—1943) — советский военнослужащий, капитан, Герой Советского Союза.